# Roni Porokara
Roni Porokara (Helsínquia, 12 de dezembro de 1983) é um futebolista finlandês.